# Jeanne d'Évreux
Jeanne d'Évreux, née vers 1310 et morte le 4 mars 1371 à Brie-Comte-Robert, est reine de France et de Navarre du 5 juillet 1324 au 1er février 1328 en tant qu'épouse de Charles IV le Bel. Fille de Louis d'Évreux et de Marguerite d'Artois, elle donne plusieurs filles au dernier roi de la dynastie des Capétiens directs. Une nouvelle fois enceinte lorsque Charles IV meurt en 1328, son accouchement d'une fille prénommée Blanche quelques semaines plus tard scelle la fin du règne des Capétiens directs en France, en vertu de la loi salique qui exclut les femmes du trône.
Retirée dans l'important douaire que lui a accordé Charles IV, Jeanne d'Évreux mène une existence discrète pendant les 43 années que dure son veuvage. Néanmoins, elle demeure hautement respectée par la dynastie des Valois et joue un rôle essentiel en 1354 en essayant de réconcilier son neveu Charles II de Navarre avec le roi Jean II le Bon. Par ailleurs, en marge de ses momentanées activités politiques, Jeanne patronne plusieurs enlumineurs et auteurs de manuscrits. Elle meurt finalement en 1371 dans sa résidence préférée de Brie-Comte-Robert.

## Biographie
Née aux alentours de 1310, Jeanne d'Évreux est le dernier enfant de Louis d'Évreux et de son épouse Marguerite d'Artois, qui décède prématurément dès l'année suivante. Par son père, elle est une petite-fille du roi Philippe III le Hardi, une nièce du roi Philippe IV le Bel et une cousine du roi Charles IV le Bel, son futur époux. Le 6 juin 1318, elle est mentionnée dans le testament de son père comme mineure et, après avoir atteint sa majorité, doit jurer qu'elle accepte les dispositions du partage des possessions de Louis d'Évreux ; l'acte doit prendre effet quand ce dernier trépassera, à condition que Jeanne ne soit pas mariée, ce qui implique qu'elle doit être dotée quand elle se mariera. Après la mort de son père le 19 mai 1319, Jeanne d'Évreux est vraisemblablement recueillie par sa grand-mère paternelle Marie de Brabant avec son frère aîné Philippe, mais on ignore où elle demeure après la mort de Marie le 12 janvier 1322. Il est possible qu'elle ait été confiée à sa grand-mère maternelle Blanche de Bretagne.
Le 26 mars 1324, Charles IV le Bel perd sa deuxième épouse Marie de Luxembourg lors d'un accident du carrosse royal. Toujours privé de descendance légitime malgré deux mariages, il convole en troisièmes noces à Annet-sur-Marne le 5 juillet suivant avec sa cousine Jeanne d'Évreux, qui a alors quatorze ans. Quelques semaines avant le mariage, le 21 juin 1324, le pape Jean XXII délivre la dispense nécessaire à cette union, Jeanne et Charles étant cousins germains. Pour une raison inconnue, la date de leur mariage a souvent été datée du 5 juillet 1325 : il semble toutefois improbable que Charles IV ait attendu seize mois pour se remarier après le décès de Marie de Luxembourg et, d'ailleurs, une lettre datée du 10 juillet 1324 et adressée à Édouard II d'Angleterre par ses émissaires à la cour de France mentionne le récent mariage du roi de France et de Navarre, cette lettre ayant été envoyée peu après la confiscation du duché d'Aquitaine par Charles IV, le 1er juillet 1324, qui précipite la guerre de Saint-Sardos.
Après avoir reçu une seconde dispense papale datée du 5 avril 1326, Jeanne d'Évreux est couronnée reine de France le 11 mai 1326 en la Sainte-Chapelle : à cette occasion, sa grand-mère Blanche de Bretagne figure parmi ses dames et demoiselles d'honneur. Jeanne donne deux filles à Charles IV et est une troisième fois enceinte lorsque ce dernier meurt le 1er février 1328. Immédiatement après sa mort, son cousin Philippe de Valois s'empare de la régence du royaume en attendant que Jeanne d'Évreux accouche et de déterminer qui sera roi de France et de Navarre si l'enfant à naître est une fille. Finalement, deux mois plus tard, le 1er avril 1328, Jeanne donne naissance à une fille, prénommée Blanche. En vertu de la loi salique qui exclut les femmes du trône de France, Philippe de Valois revendique la couronne en tant que plus proche parent mâle du roi défunt en termes de primogéniture agnatique et est reconnu roi de France sous le nom de Philippe VI, avant d'être sacré à Reims le 29 mai suivant.

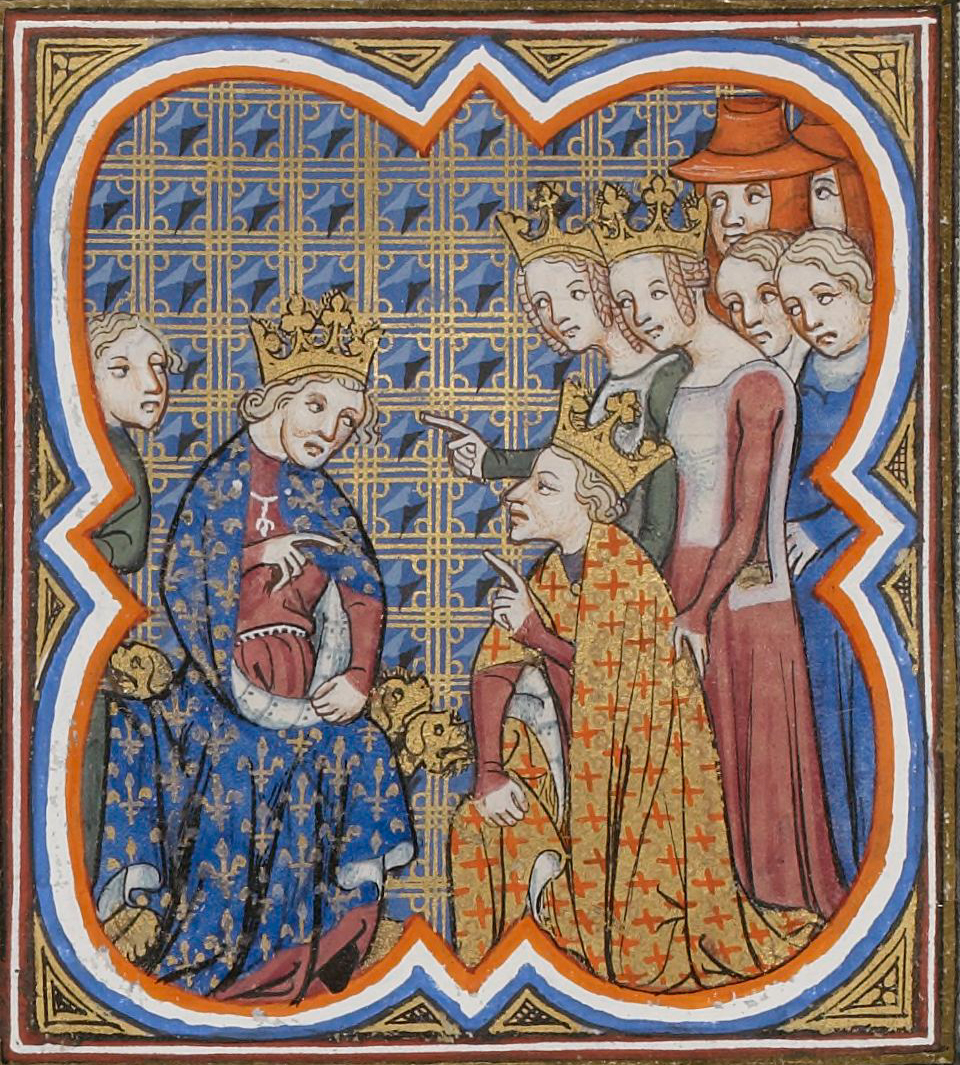
En 1354, Jeanne d'Évreux et sa nièce Blanche de Navarre obtiennent que Jean II le Bon pardonne à de Navarre. Miniature tirée des Grandes Chroniques de France, vers 1375-1380.

En dépit de la proclamation de Philippe VI de Valois comme roi de France, Jeanne d'Évreux revendique pour ses filles Marie et Blanche le trône de Navarre, pourtant attribué à Jeanne, fille du roi Louis X le Hutin et qui en avait été écartée par ses oncles Philippe V le Long et Charles IV le Bel en 1316 et 1322. Afin d'éteindre les prétentions de Jeanne d'Évreux, Jeanne II de Navarre et son époux Philippe d'Évreux, frère de Jeanne, proposent dès le mois de juin 1328 de les lui acheter en lui allouant une rente annuelle de 5 000 livres tournois. Les négociations s'éternisent pourtant, car Jeanne d'Évreux réclame en août 1335 une somme de 6 000 livres. Finalement, en avril 1342, Philippe VI de Valois propose d'offrir à la veuve de Charles IV le Bel les 1 000 livres de différence, ce qui règle le problème de succession et éteint la revendication de la jeune Blanche au trône de Navarre, sa sœur Marie étant décédée le 6 octobre 1341. Ajoutée à son douaire déjà important, cette somme permet à Jeanne d'Évreux de mener un confortable train de vie.
Malgré son veuvage, Jeanne d'Évreux conserve le respect de la dynastie des Valois. Ainsi, après la mort de Charles IV, elle tente sans succès de convaincre Philippe VI de Valois d'épargner la vie de son trésorier Pierre de Rémi, exécuté le 25 avril 1328. Par ailleurs, après l'assassinat de Charles de la Cerda le 8 janvier 1354, elle persuade Jean II le Bon de signer avec son neveu Charles II de Navarre le traité de Mantes le 22 février de la même année,. Enfin, après la naissance du futur Charles VI le 3 décembre 1368, elle est désignée pour être sa marraine. Jeanne d'Évreux s'éteint finalement à un âge assez avancé le 4 mars 1371 dans son château de Brie-Comte-Robert, devenu sa résidence préférée pendant son veuvage. Elle est alors inhumée en la nécropole royale de la basilique de Saint-Denis aux côtés de son époux,, tandis que son cœur est déposé dans l'église des Cordeliers de Paris, et ses entrailles à l'abbaye de Maubuisson. Son tombeau à Saint-Denis est profané le 25 octobre 1793 par les révolutionnaires.

## Descendance
De son mariage avec Charles IV le Bel, célébré le 5 juillet 1324 à Annet-sur-Marne, Jeanne d'Évreux a trois enfants :
- Jeanne (Châteauneuf-sur-Loire, avant le 21 juillet 1325[21] – Châteauneuf-sur-Loire, entre novembre 1326 et le 16 janvier 1327[22]), sans alliance, ni postérité ; apparemment inhumée dans l'église des franciscains de Nogent-l'Artaud[23] ;
- Marie (Château-Thierry, peu avant le 31 octobre 1326[24] – 6 octobre 1341[25]), sans alliance, ni postérité ; inhumée dans la basilique Saint-Denis ;
- Blanche (Château de Vincennes[26] ou Châteauneuf-sur-Loire[27], 1er avril 1328 – Château de Vincennes, 8 février 1393), épouse Philippe, duc d'Orléans, sans postérité ; inhumée dans la basilique Saint-Denis.

## Héritage

### Mécénat
Pendant son long veuvage, Jeanne d'Évreux affiche un mécénat qui se manifeste dans plusieurs domaines artistiques. La Vierge à l'Enfant, dite aussi Vierge de Jeanne d'Évreux, est un exemple parfait du mécénat de la reine douairière. Il s'agit d'une statuette d'argent doré posée sur un socle en émail orné de scènes de la Passion du Christ, et qui a fait pendant à la statue de Saint Jean envoyée à la basilique Saint-Denis. Sur un socle soutenu dans les angles par des figurines de lion, la Vierge tient dans sa main gauche l'Enfant Jésus, alors que de petits piliers ornés des figures de prophètes séparent des plaques d'émaux qui retracent les événements de la vie du Christ sur terre. Conçue au moment où Jeanne d'Évreux est reine de France et de Navarre, soit entre 1324 et 1328, cette statuette est offerte à la basilique Saint-Denis le 28 avril 1339 et porte d'ailleurs une inscription sur son socle rappelant ce don généreux de la reine douairière : « Ceste ymage donna ceans Madame la Royne Jehanne devreux, Royne de France et de Navarre Compaigne du roi Challes le XXVIIIe jour d'avril l'an MCCC XXXIX ».
Dans le domaine de l'enluminure, Charles IV commande pour son épouse un livre d'heures à l'enlumineur Jean Pucelle, peut-être à l'occasion de leur mariage en 1324 ou du couronnement de Jeanne à la Sainte-Chapelle en 1326. Le Livre d'heures de Jeanne d'Évreux comprend 209 pages de 94 mm sur 64 mm avec un texte en latin, 25 miniatures de pleine page composées selon la technique de la grisaille et environ 700 petites figures marginales en marge des feuillets. Par ailleurs, Jeanne d'Évreux est elle-même commanditaire d'un manuscrit enluminé, passé à la postérité sous le nom de Bréviaire de Jeanne d'Évreux et conforme à l'usage de l'ordre des franciscains. Ce manuscrit contient 462 feuillets de petit format, un calendrier, un psautier, la liturgie de Pâques, la liturgie des saints à partir de l'Annonciation et la liturgie ordinaire. L'écriture, régulière, est de deux formats : grande pour les psaumes, hymnes, oraisons, capitules et leçons, plus petite pour les versets, répons, antiennes et autres indications liturgiques. Les lettrines armoriées et miniatures reprennent notamment la technique de la grisaille de Jean Pucelle.

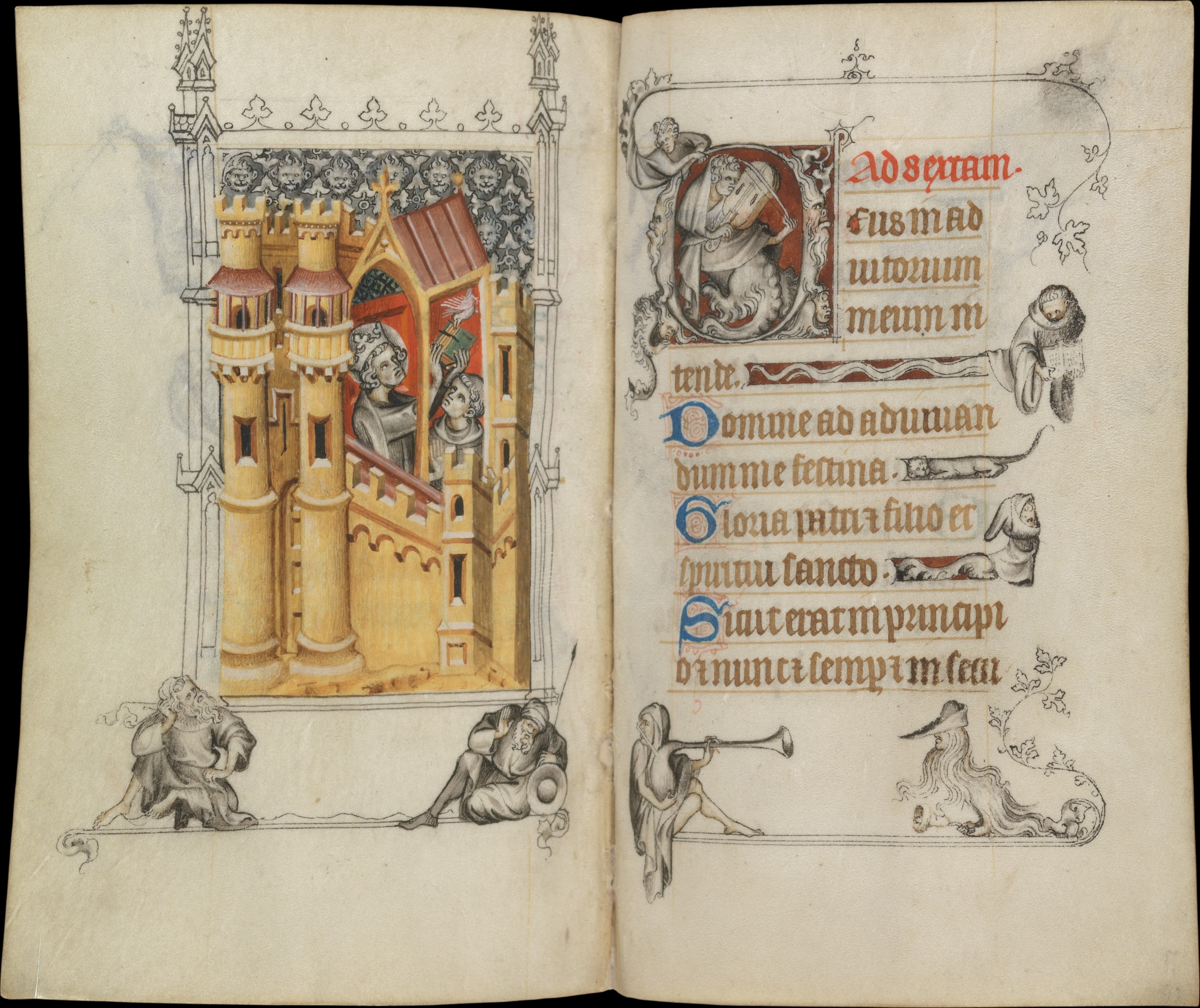
Détail du Livre d'heures de Jeanne d'Évreux, représentant l'Arrestation du Christ et l'Annonciation. Dans la lettrine au recto, Jeanne est figurée en train de prier. f.15v-16r
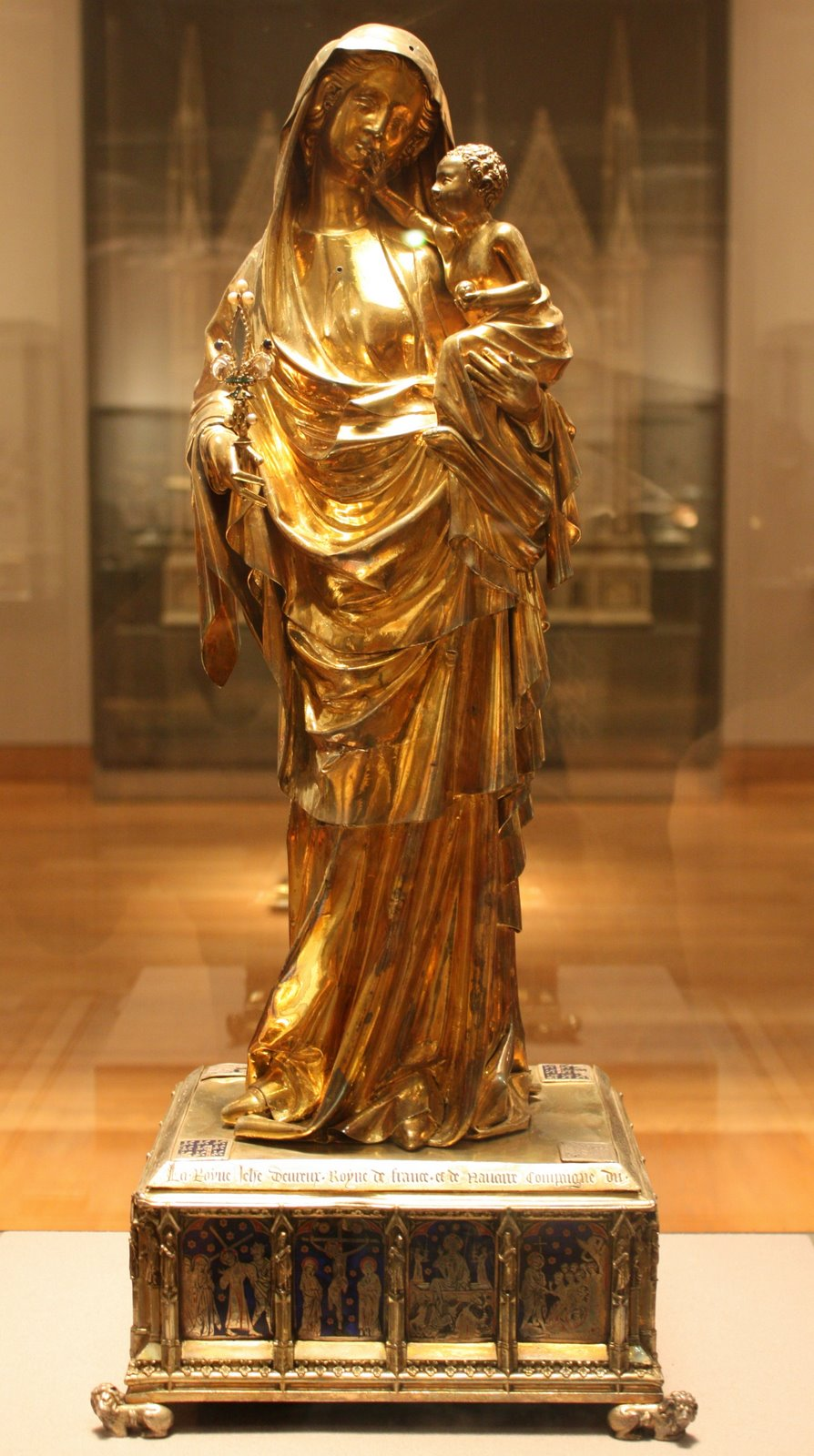
La Vierge à l'Enfant, dite la Vierge de Jeanne d'Évreux.
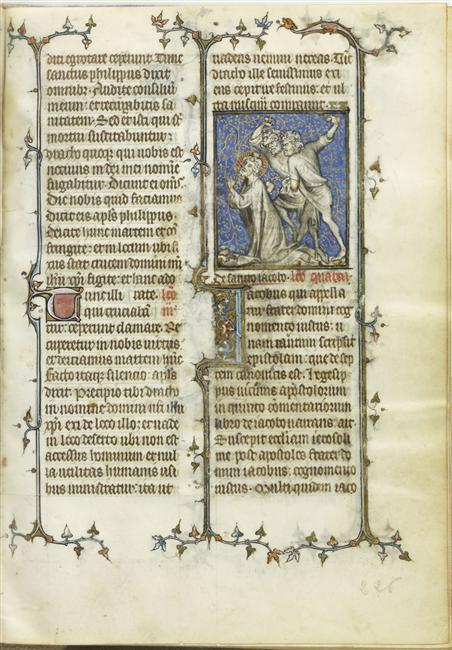
Page enluminée du Bréviaire de Jeanne d'Évreux, représentant le martyre de Saint Étienne. Folio 226 du manuscrit.

### Postérité artistique
Jeanne d'Évreux est un personnage mineur de la série historique Les Rois maudits de Maurice Druon. Elle apparaît dans les cinquième, sixième et septième romans, respectivement intitulés La Louve de France, Le Lis et le Lion et Quand un roi perd la France. L'auteur la dépeint ainsi : 

« Restait une autre cousine germaine, fille celle-là de Mgr Louis d'Évreux, défunt à présent, et nièce de Robert d'Artois. Cette Jeanne d'Évreux n'avait guère d'éclat mais était bien faite, et, surtout, elle avait l'âge requis pour être mère. Mgr de Valois, plutôt que d'engager de longues et difficiles tractations au-delà des frontières, encouragea toute la cour à pousser Charles vers cette union.
[…]
Et qu'y avait-il de royal, également, en cette Jeanne d'Évreux qui vint saluer Isabelle quelques moments plus tard ? Le visage un peu mou, l'expression docile, elle tenait avec humilité sa condition de troisième épouse, qu'on avait prise au plus proche dans la famille, parce qu'il fallait une reine à la France. Elle était triste. Sans cesse elle épiait sur le visage de son mari l'obsession qu'elle connaissait bien, et qui devait être le seul sujet de leurs entretiens nocturnes.
[…]
[L]e seul espoir d'une continuation de la lignée, d'une dévolution directe, dort au ventre de cette femme silencieuse, ni jolie ni laide, qui se tient les mains croisées auprès de Charles, et qui se sait une femme de rechange.
[…]
Indifférente aussi, la reine Jeanne, qui pense peu ; elle souhaite surtout ne point éprouver d'émois qui soient nuisibles à sa grossesse. Elle est nièce de Robert d'Artois et ne laisse pas d'être sensible à son autorité, à sa taille, à son aplomb ; mais elle est soucieuse de montrer qu'elle est une bonne épouse, et prête donc à condamner par principe les épouses qui sont objet de scandale. »

— Maurice Druon, La Louve de France

« Il y a d'abord Madame Jeanne d'Évreux, la veuve du roi Charles IV et la tante de notre Mauvais. Oui, oui, elle vit toujours ; elle n'est même point si vieille qu'on croit. À peine doit-elle avoir passé la cinquantaine ; elle a quatre ou cinq ans de moins que moi. Il y a vingt-huit ans qu'elle est veuve, vingt-huit ans qu'elle est vêtue de blanc. Elle a partagé le trône seulement trois ans. Mais elle conserve de l'influence au royaume. C'est qu'elle est la doyenne, la dernière reine de la première race capétienne. Si, sur les trois couches qu'elle fit… trois filles, et dont une seule, la posthume, reste vivante… elle avait eu un garçon, elle eût été reine mère et régente. La dynastie a pris fin dans son sein. Quand elle dit : « Monseigneur d'Évreux, mon père… mon oncle Philippe le Bel… mon beau-frère Philippe le Long… » chacun se tait. Elle est la survivante d'une monarchie indiscutée, et d'un temps où la France était autrement puissante et glorieuse qu'aujourd'hui. Elle est comme une caution pour la nouvelle race. Alors il y  a des choses qu'on ne fait point, parce que Madame d'Évreux les désapprouverait.
En plus, on dit autour d'elle : « C'est une sainte. » Avouons qu'il suffit de peu de chose, quand on est reine, pour être regardée comme une sainte par une petite cour désœuvrée où la louange tient lieu d'occupation. Madame Jeanne d'Évreux se lève avant le jour ; elle allume elle-même sa chandelle pour ne pas déranger ses femmes. Puis elle se met à lire son livre d'heures, le plus petit du monde à ce qu'on assure, un présent de son époux qui l'avait commandé à un maître imagier, Jean Pucelle. Elle prie beaucoup et fait moult aumône. Elle a passé vingt-huit ans à répéter qu'elle n'avait point d'avenir, parce qu'elle n'avait pu enfanter un fils. Les veuves vivent d'idées fixes. Elle aurait pu peser davantage dans le royaume si elle avait eu de l'intelligence à proportion de sa vertu. »

— Maurice Druon, Quand un roi perd la France

### Généralités
- Anne-Hélène Allirot, « L'entourage et l’Hôtel de Jeanne d'Évreux, reine de France (1324-1371) », Annales de Bretagne et des pays de l'Ouest, Rennes, Presses universitaires de Rennes, vol. 116, no 1,‎ 2009, p. 169-80 (ISSN 0399-0826, lire en ligne).
- Père Anselme, Histoire généalogique et chronologique de la Maison Royale de France, des pairs, grands officiers de la Couronne et de la Maison du roi, et des anciens barons du royaume, t. 1, Paris, Compagnie des Libraires associés, 1726 (1re éd. 1674) (lire en ligne).
- Elizabeth A. R. Brown, « Jeanne d'Évreux : ses testaments et leur exécution », Le Moyen Âge, vol. 119, no 1,‎ 2013, p. 57–83 (ISSN 0027-2841 et 1782-1436, DOI 10.3917/rma.191.0057, lire en ligne).
- Jean-Marc Cazilhac, Jeanne d'Évreux, Blanche de Navarre : Deux reines de France, deux douairières durant la Guerre de Cent ans, Paris, Éditions L'Harmattan, 2011, 177 p. (ISBN 978-2-296-13190-3, 9782296447677 et 9782336273167, présentation en ligne).
- Guillaume Mollat, « Clément VI et Jeanne d'Évreux, reine de France et de Navarre », Revue d'histoire ecclésiastique, vol. 58, no 1,‎ 1963, p. 140–1 (ISSN 0035-2381).
- (en) Thierry Stasser, « The third marriage of King Charles IV of France and his offspring », Medieval Prosopography, vol. 14,‎ 1993, p. 1–26 (ISSN 0198-9405 et 2381-8700, JSTOR 44946157).

### Culture, piété et mécénat
- (en) Christene d’Anca, « The End of the Capetian Dynasty Commemorated Through Monuments, Memorials and Manuscripts. The Patronage of Jeanne d’Évreux », dans Christene d’Anca, Medieval Mausoleums, Monuments, and Manuscripts: French Royal Women’s Patronage from the Twelfth to the Fourteenth Centuries, Turnhout, Brepols, coll. « Women in the Arts » (no 2), 2024 (ISBN 978-2-503-60696-5, DOI https://doi.org/10.1484/M.WIA-EB.5.137644), p. 111-145.
- Elizabeth A. R. Brown, « Le mécénat et la reine : Jeanne d'Évreux (1308?-1371), la liturgie et le puzzle d’un bréviaire », dans Murielle Gaude-Ferragu et Cécile Vincent-Cassy (dir.), « La dame de cœur » : Patronage et mécénat religieux des femmes de pouvoir dans l'Europe des XIVe – XVIIe siècles, Presses universitaires de Rennes, 2016 (ISBN 978-2-7535-4870-1, lire en ligne), p. 83-108.
- Barbara Drake Boehm, « Le mécénat de Jeanne d'Évreux », dans Danielle Gaborit-Chopin et François Avril (dir.), 1300… L'art au temps de Philippe le Bel : Actes du colloque international, Galeries nationales du Grand Palais, 24 et 25 juin 1998, École du Louvre, 2001, p. 15-31.
- Alain Erlande-Brandenburg, « Les Tombes royales et princières françaises aux XIVe et XVe siècles », dans Jean Guillaume (dir.), Demeures d'éternité, églises et chapelles funéraires aux XVe et XVIe siècles : Actes du colloque tenu à Tours du 11 au 14 juin 1996, Paris, Picard, 2005 (résumé), p. 9-18. À propos de la chapelle funéraire fondée en 1368 par Jeanne d'Évreux dans l'abbatiale de Saint-Denis pour inhumer sa fille Marie.
- (en) Joan A. Holladay, « The Education of Jeanne d'Evreux: Personal Piety and Dynastic Salvation in her Book of Hours at the Cloisters », Art History, vol. 17, no 4,‎ décembre 1994, p. 585-611 (ISSN 1467-8365 et 0141-6790, DOI 10.1111/j.1467-8365.1994.tb00597.x).
- (en) Joan A. Holladay, « Fourteenth-century French queens as collectors and readers of books: Jeanne d'Evreux and her contemporaries », Journal of Medieval History, vol. 32, no 2,‎ 2006, p. 69-100 (ISSN 0304-4181 et 1873-1279, DOI 10.1016/j.jmedhist.2006.04.005).
- (en) Carla Lord, « Jeanne d'Évreux as a Founder of Chapels. Patronage and Public Piety », dans C. Lawrence (dir.), Women and Art in Early Modern Europe : Patrons, Collectors and Connoisseurs, Pennsylvania State University Press, 1997, p. 21-36.